# Raecius asper
Raecius asper is een spinnensoort uit de familie Udubidae. De soort komt voor in Kameroen en Bioko.